# Guy Lesire
Pour les articles homonymes, voir Lesire.
Guy Lesire est un acteur, directeur de théâtre, metteur en scène et radiologue belge né à Seraing le 15 juin 1932 et mort à Couthuin le 17 février 2007.

## Biographie
Le comédien a joué dans tous les grands théâtres belges francophones, notamment au Théâtre national de Belgique et au Rideau de Bruxelles.
On se souvient de Guy Lesire pour son début de carrière cinématographique très prometteur : à la fin des années 1950, il a joué dans deux fictions d'auteur, alors qu'à cette époque le cinéma belge produisait principalement des documentaires ou du cinéma populaire, notamment des comédies comme celles de Gaston Schoukens. En 1959, Guy Lesire joue dans Apolline de Lucien Deroisy d'après Franz Hellens. Du réalisme magique en costumes d'époque, tourné dans le vieux Gand. Juste après, il assume le rôle masculin principal d'un jalon du cinéma belge Si le vent te fait peur d'Émile Degelin qui fut présenté en sélection officielle en compétition au festival de Cannes 1960. Ensuite, Lesire ne jouera plus que des rôles mineurs, surtout dans des productions télévisées.
Il a dirigé de 1975 à 1978 le Nouveau Gymnase, un important théâtre à Liège où il devint également metteur en scène. Guy Lesire a terminé ses études de médecine tardivement et est devenu radiologue jusqu'à la retraite.
En décembre 1988, il publie Godot ne viendra pas aux éditions Actes Sud  (ISBN 978-2-8686-9277-1).

## Vie privée
Lesire fut le compagnon de la comédienne Monique Donnay.

## Filmographie

### Cinéma
- 1960 : Si le vent te fait peur d'Émile Degelin, Pierre

### Télévision
- 1974 : Les Brigades du Tigre de Victor Vicas, épisode : La main noire